# Monoespecificidad
En zoología y en botánica, monospecífico es un adjetivo que describe a un género que contiene solo una especie conocida. 
El término proviene del idioma griego prefijo "μονο-" =  "solo, único" y del latín "especies" = "clase" o "tipo".  Así tiene un origen híbrido.
De los géneros descriptos en zoología, hay más géneros monoespecíficos que poliespecíficos. Sin embargo, muchos géneros originalmente  monoespecíficos, se les han ido descubriendo más especies. Ejemplos: Malapterurus el pezgato eléctrico,  Loxodonta el elefante africano. Y a su vez, hay casos como Pseudorinelepis donde de varias descripciones de especies en el  género, pasó a monoespecífico.
En botánica, monotípico o uniespecífico se usan en vez de monoespecificidad. Monotípico es también usado en zoología, pero con un significado diferente.
- Datos: Q518135